# The Sonny Side of Cher
The Sonny Side of Cher är ett album från 1966 av sångerskan Cher.

## Låtlista
1. "Bang Bang (My Baby Shot Me Down)"
2. "A Young Girl (Une Enfante)"
3. "Where Do You Go"
4. "Our Day Will Come"
5. "Elusive Butterfly"
6. "Like a Rolling Stone"
7. "Ol' Man River"
8. "Come To Your Window"
9. "The Girl From Impanema"
10. "It's Not Unusual"
11. "Time"
12. "Milord"